# Luis Buñuel
Luis Buñuel Portolés  (Calanda, 22 de fevereiro de 1900 — Cidade do México, 29 de julho de 1983) foi um realizador de cinema espanhol, naturalizado mexicano. Trabalhou com Salvador Dalí, de quem sofreu fortes influências na sua obra surrealista.
A obra cinematográfica de Buñuel, aclamada pela crítica mas sempre cercada por uma aura de escândalo, tornou-o um dos mais controversos cineastas do mundo, sempre fiel a si mesmo. Buñuel também influenciou fortemente a carreira do realizador conterrâneo Pedro Almodóvar.

## Biografia

### Infância e juventude
Luis Buñuel Portolés nasceu ao meio-dia de 22 de fevereiro de 1900, na aldeia de Calanda, província de Teruel, Aragão, Espanha. Era filho de Leonardo Buñuel González, um señorito e proprietário abastado que fizera fortuna em Cuba com um negócio de ferragens, e de María Portolés Cerezuela, "a rapariga mais bonita e saudável da aldeia". Pouco depois, a família estabeleceu a sua residência em Saragoça, e só ia a Calanda durante a Semana Santa e nas férias de Verão. Luis era o mais velho de sete irmãos e irmãs, com quem teve uma infância feliz, saudável e despreocupada, em contacto com a rica natureza campestre da sua terra. Teve, desde cedo, uma grande sensibilidade em relação ao inusual e ao extraordinário, e facilmente se encantava com animais, plantas e fenómenos naturais, que observava atentamente, imbuído de uma religiosidade pagã. Foi também na infância que adquiriu um enorme fascínio pela morte, quando inadvertidamente, deparou com um burro putrefacto numa valeta.
Em 1908 viu o seu primeiro filme num cinema de Saragoça. Estudou num colégio de jesuítas, cuja influência se faria sentir para o resto da sua vida. Com a adolescência, perdeu a fé, tornando-se anticlerical e ateu, e, em 1915, foi expulso do colégio, tendo terminado os seus estudos secundários no Instituto de Saragoça.

### Anos em Madrid
Em 1917, Buñuel foi estudar em Madrid, instalando-se na prestigiada e elitista Residencia de Estudiantes, onde permaneceria até janeiro de 1925. Aí conheceu várias luminárias das letras, artes e ciências espanholas e internacionais e conviveu com muitos daqueles que fizeram parte da famosa Geração de 27, tomando conhecimento das vanguardas artísticas e literárias da época — cubismo, dadaísmo e surrealismo. Foi também na Residencia que se tornou grande amigo de três camaradas e companheiros de boémia que tiveram nele (e em quem ele teve) uma influência fundamental: Pepín Bello, Federico García Lorca e Salvador Dalí. Nesses anos, Buñuel tornou-se um fanático da cultura física e do atletismo. Frequentava além disso, os cafés de Madrid e as suas tertúlias, bem assim como os seus bordéis.
Em 1920, fundou o primeiro cineclube espanhol. Em 1921, participou na representação teatral de Don Juan Tenório, de Zorrilla, em Toledo. Em 1922, publica os primeiros textos literários, influenciados por Ramón Gomez de la Serna. Em 1924, depois de ter frequentado, sem grande convicção, vários cursos universitários, acabou por se licenciar em História.

### Paris e o surrealismo
Em 1925, foi viver em Paris, onde estudou cinema e trabalhou como assistente de vários realizadores entre os quais Jean Epstein. Conhece Jeanne Rucar Lefebvre (Lille, 29 de fevereiro de 1908 - México, 4 de novembro de 1994), sua futura mulher, com quem se casaria em 1934.
Em janeiro de 1929, Buñuel e Dalí, utilizando o método surrealista do "cadáver esquisito" escrevem o guião do filme que acabaria por ter o título de Un chien andalou (Um cão andaluz). Apesar dos desmentidos, com a sua panóplia de private jokes e sub-entendidos, o filme era um subtil mas evidente ataque a García Lorca, de quem se haviam afastado, em parte porque Buñuel (machista assumido) tinha aversão à homossexualidade do poeta, tendo envidado todos os seus esforços para contrariar e sabotar a amizade amorosa que ligava aquele a um complacente Dalí. Há controvérsias quanto a esta última afirmação pois num futuro não muito distante Dalí acaba por ceder aos "encantos" da ditadura e segundo um dos filhos de Buñuel, Dalí abriu mão de suas amizades em nome de dinheiro e status. Buñuel roda-o em quinze dias durante a Primavera sendo estreado em 6 de junho em Paris, perante a nata da sociedade e da intelectualidade francesa. O filme foi um sucesso e um escândalo e durante vários meses esteve em cartaz no Studio 28. Toda a imagética surrealista (burros podres dentro de pianos de cauda, mãos cortadas, metamorfoses visuais, etc.) criara sensação e espanto. Buñuel refere que a cena inicial da navalha a cortar um globo ocular provocava desmaios na plateia, tendo mesmo chegado a ocasionar um aborto numa espectadora. A dupla é prontamente admitida no grupo surrealista de André Breton, passando a frequentar as suas reuniões semanais e a cumprir escrupulosamente os seus ditames.
No verão de 1929, Buñuel e Dalí estão em Cadaqués a preparar um novo filme, L'Âge d'Or, subsidiado pelo visconde de Noailles. Mas a sua colaboração e amizade são depressa ensombradas pelo aparecimento de Gala Éluard, por quem Dalí se deixa enfeitiçar e influenciar totalmente. Por outro lado, a antipatia entre Buñuel e a ciumenta e intriguista Gala é instantânea e mútua, chegando aquele ao ponto, de num acesso de cólera, a tentar estrangular. Buñuel regressa a Paris onde acaba o guião e roda o filme (sem dar crédito à colaboração de Dalí), fortemente anticlerical. Uma vez exibido, cria um enorme escândalo junto da extrema-direita francesa (a sala de cinema é atacada) e da burguesia parisiense (o visconde de Noailles foi ostracizado).
Nessas obras emblemáticas estavam patentes de forma concentrada e intensíssima todos os temas básicos que a sua obra posterior continuaria a reflectir mais discretamente, mas com igual poder: o amor louco, o anticlericalismo, a rebeldia e inconformismo diante do estabelecido e do convencional, uma ânsia de transcendência, expressos em imagens oníricas e alucinantes, cheias de dureza, de corrosivo humor negro e de uma candura embriagante.
Em 1930, ele viajou a Hollywood, contratado pela Metro Goldwyn Mayer como «observador», com o objectivo de se familiarizar com o sistema de produção norte-americano. Conheceu Charles Chaplin e Serguei Eisenstein.

### Las Hurdes
Buñuel voltou a Espanha após a proclamação da República e financiado pelo seu amigo anarquista Ramon Acín, dirigiu, em 1933, um documentário, Las Hurdes, tierra sin pan, que descrevia, de modo cru, a vida quotidiana e os costumes ancestrais de uma recôndita aldeia espanhola da Estremadura, profundamente miserável e em estado quase selvagem. As imagens e os factos descritos eram tão extraordinários e irreais, que acabariam por dar ao filme um cunho verdadeiramente surrealista. Foi um escândalo, desagradando ao governo espanhol, que o proibiu, para grande desapontamento de Buñuel, por dar uma imagem corrompida da Espanha no estrangeiro.

### Exílio na América
No decurso da guerra civil espanhola exilou-se na França, partindo em 1938 para os Estados Unidos, estabelecendo-se em Los Angeles. Em 1941 vai trabalhar como conselheiro e chefe de montagem para o Museu de Arte Moderna (MoMA) de Nova Iorque. Contudo, a publicação em 1942 d'A vida secreta de Salvador Dalí, onde Dalí fala do caso de L'Âge d'Or e expõe as simpatias comunistas de Buñuel, causa um pequeno escândalo e faz com que este tenha de se demitir do MoMA em 1943. Buñuel confronta Dalí e pede-lhe um empréstimo de 50 dólares que o outro, obediente a Gala, recusa por carta, em que simultaneamente faz o elogio de Franco e das virtudes da Igreja Católica. Buñuel jamais lhe perdoará a traição e a mesquinhez. Em 1946, depois de ter estado em Hollywood, acaba por partir para o México.

### México
No início da sua fase mexicana realizou filmes comerciais, que nada tinham a ver com os seus interesses mais profundos. Mas, em 1950 recupera a sua autenticidade com Los Olvidados, sobre a vida violenta e dura dos meninos de rua na Cidade do México, onde discretamente insere elementos surrealistas, sendo muito aplaudido pela crítica. Seguem-se Subida al Cielo (1951); o exasperante Susana (1951), sobre uma criada pérfida e intriguista; El Bruto (1952); o espantoso (e muito autobiográfico) Él (1952), sobre um señorito paranóico e louco de ciúmes (com alguma razão…); Robinson Crusoe; Abismos de Pasión (1953), a sua versão de Wuthering Heights); Ensayo de un Crimen (1955); Nazarin (1958), sobre uma novela de Galdós, onde insere elementos anticlericais e que foi premiado em Cannes.

### Viridiana
Em 1960, sob as críticas de outros exilados republicanos, regressou à Espanha para realizar Viridiana. O filme, cuja rodagem o governo de Franco aceitou ingenuamente subsidiar e promover no Festival de Cannes, sem que algum dos responsáveis o tivesse visionado, acabou por se revelar uma paródia impiedosa dos conceitos habituais de caridade e virtude cristãs. Ganhou a Palma de Ouro do Festival de Cannes e depressa causou um enorme escândalo na Espanha, onde foi proibido. Buñuel vingara-se, assim, de Franco de forma absolutamente imprevisível. Apesar do sucedido, Buñuel não foi perseguido pessoalmente na Espanha, onde tinha uma segunda residência.

### Regresso a França
O sucesso internacional de Viridiana fez com que os europeus se interessassem pelo já esquecido Buñuel. Depois de filmar no México, El ángel exterminador (1962; O anjo exterminador) e Simón del Desierto (1965), passou a só filmar na França. Ao contrário dos seus produtores mexicanos, o produtor Serge Silberman dava-lhe total liberdade de acção. Teve também a preciosa colaboração do argumentista Jean-Claude Carrière, co-autor de todos os guiões que filmaria na França.
Em 1964, foi produzida a sua adaptação do romance de Octave Mirbeau, Le journal d'une femme de chambre, onde Buñuel transporta para a década de 1930 a atmosfera decadente da história, em que uma criada de quarto (Jeanne Moreau) se submete aos caprichos fetichistas, mas inofensivos, do patrão velho (doido por botinas), e resiste tenazmente ao assédio sexual do exasperado patrão novo (Michel Piccoli), acabando por se casar com um criado pedófilo, assassino e reaccionário.
Segue-se Belle de jour (1967; A bela da tarde), segundo uma história de Joseph Kessel, em que uma jovem burguesa (Catherine Deneuve), muito frígida com o marido, se prostitui desavergonhadamente numa discreta casa de passe, dando rédea solta às suas fantasias masoquistas. Nessa ocasião, Dalí enviou-lhe um telegrama a propor-lhe uma sequência de Um Cão Andaluz. Buñuel respondeu-lhe: "Águas passadas não movem moinhos."
Em 1969, filma La Voie Lactée (A Via Láctea, também. O estranho caminho de São Tiago), relato da peregrinação de dois vagabundos franceses a Santiago de Compostela, onde Buñuel evoca a sua paixão pelo romance pícaro espanhol e onde reflecte ironicamente sobre o cristianismo e as suas múltiplas heresias.
Em 1970, Buñuel voltou à Espanha e à sua amada Toledo para filmar Tristana (Tristana, Amor Perverso), segundo um romance de Benito Pérez Galdós, em que um velho señorito (Fernando Rey) com fumaças de anticlerical e livre-pensador, seduz a sua ingénua pupila (Catherine Deneuve), vindo mais tarde a cair nas mãos dela, que não deixa de se vingar.
Em 1972, filma Le Charme Discret de la Bourgeoisie (O Discreto Charme da Burguesia), onde a alienação, a arrogância, a falta de escrúpulos, a desonestidade e a amoralidade da burguesia são objecto do seu humor negro. Buñuel introduz no filme pequenos apontamentos e historietas de carácter saborosamente surrealista e onírico. O filme ganharia o Óscar para o Melhor Filme Estrangeiro.
Em 1974, filma Le fantôme de la liberté, conjunto de historietas e episódios puramente surrealistas, que se vão sucedendo à maneira de um sonho.
Por fim, em 1976, roda Cet obscur object du désir, adaptação muito livre de La femme et le pantin de Pierre Louÿs, em que um homem maduro é manipulado e frustrado por uma jovem e desejável mulher, que o atraiçoa.

### Últimos anos
Depois de ter filmado Cet obscur object du désir, Buñuel retirou-se. Estava cada vez mais surdo e a saúde começava a faltar-lhe. Sempre fora um grande bebedor e fumador, e apesar da sua enorme resistência, começou a sofrer de diabetes e de cancro do fígado.
Em novembro de 1982, o também muito combalido Dalí (Gala morrera em junho desse ano), voltou ao ataque, enviando-lhe a seguinte mensagem:
"Querido Buñuel: de dez em dez anos envio-te uma carta com a qual não estás de acordo, mas eu insisto. Esta noite concebi um filme que podemos fazer em dez dias, não a propósito do demónio filosófico, mas do nosso diabolinho. Se te apetecer, vem ver-me ao castelo de Púbol. Um abraço: Dalí".
Resposta de Buñuel:
"Recebi os teus dois telegramas. Fantástica a ideia do filme, mas retirei-me do cinema há cinco anos e quase não saio de casa. É uma pena. Um abraço: Buñuel".
Em 1982, publicou a sua excelente autobiografia, Mon Dernier Soupir (O meu último suspiro), na qual, já próximo da morte, reafirma as suas convicções e relata suas memórias, a despeito de seus crescentes problemas de amnésia.
Morreu na Cidade do México em 29 de julho de 1983 e, conforme os seus desejos, foi cremado e as suas cinzas dispersas.

## Filmografia
| Ano  | Título original                     | Título no Brasil               | Título em Portugal             | Observações                                                               |
| 1928 | Un Chien Andalou                    | Um Cão Andaluz                 | Um Cão Andaluz                 | co-dirigdo por Salvador Dalí                                              |
| 1930 | L'Âge d'Or                          | A Idade do Ouro                |                                | co-dirigido Salvador Dalí (embora este não apareça creditado no genérico) |
| 1933 | Las Hurdes                          | Terra sem pão                  |                                |                                                                           |
| 1936 | ¿Quién Me Quiere a Mí?              |                                |                                |                                                                           |
| 1947 | Gran Casino                         |                                |                                |                                                                           |
| 1949 | El Gran Calavera                    |                                |                                |                                                                           |
| 1950 | Los Olvidados                       | Os Esquecidos                  |                                |                                                                           |
| 1951 | Subida al Cielo                     | Subida ao Céu                  |                                |                                                                           |
| 1951 | Una Mujer Sin Amor                  |                                |                                |                                                                           |
| 1951 | Susana                              | Susana, Mulher Diabólica       |                                |                                                                           |
| 1951 | La Hija del Engaño                  |                                |                                |                                                                           |
| 1952 | El Bruto                            | O Bruto                        |                                |                                                                           |
| 1952 | Él                                  | O Alucinado                    |                                |                                                                           |
| 1953 | Robinson Crusoe                     | Robison Crusoé                 |                                |                                                                           |
| 1953 | Abismos de Pasión                   | Escravos do Rancor             |                                |                                                                           |
| 1953 | La Ilusión Viaja en Tranvía         | A Ilusão Viaja de Trem         |                                |                                                                           |
| 1954 | El Río y la Muerte                  |                                |                                |                                                                           |
| 1955 | Ensayo de un Crimen                 | Ensaio de um Crime             | Ensaio de um Crime             |                                                                           |
| 1956 | La Mort En Ce Jardin                |                                |                                |                                                                           |
| 1956 | Cela S'Appelle L'Aurore             | Assim é a aurora               |                                |                                                                           |
| 1958 | Nazarin                             | Nazarin                        |                                |                                                                           |
| 1959 | La Fièvre Monte à El Pao            |                                |                                |                                                                           |
| 1960 | Joven ou The Young One              |                                |                                |                                                                           |
| 1961 | Viridiana                           | Viridiana                      |                                |                                                                           |
| 1962 | El Ángel Exterminador               | O Anjo Exterminador            | O Anjo Exterminador            |                                                                           |
| 1964 | Le journal d'une femme de chambre   | O Diário de uma Camareira      | Diário de uma Criada de Quarto | com Jeanne Moreau                                                         |
| 1965 | Simón del Desierto                  | Simon do Deserto               |                                |                                                                           |
| 1967 | Belle de jour                       | A Bela da Tarde                | A Bela de Dia                  | com Catherine Deneuve                                                     |
| 1969 | La Voie Lactée                      | Via Láctea                     |                                |                                                                           |
| 1970 | Tristana                            | Tristana, Uma Paixão Mórbida   | Tristana                       | com Catherine Deneuve                                                     |
| 1972 | Le Charme Discret de la Bourgeoisie | O Discreto Charme da Burguesia | O Charme Discreto da Burguesia |                                                                           |
| 1974 | Le Fantôme de la Liberté            | O Fantasma da Liberdade        |                                |                                                                           |
| 1977 | Cet Obscur Objet du Désir           | Esse Obscuro Objeto do Desejo  |                                |                                                                           |

## Prémios
- Recebeu uma nomeação ao Óscar de Melhor Argumento Original, por "Le Charme Discret de la Bourgeoisie" (1972).
- Recebeu uma nomeação ao Óscar de Melhor Argumento Adaptado, por "Cet Obscur Objet du Désir" (1977).
- Recebeu uma nomeação ao BAFTA de Melhor Realizador, por "Le Charme Discret de la Bourgeoisie" (1972).
- Ganhou o BAFTA de Melhor Argumento, por "Le Charme Discret de la Bourgeoisie" (1972).
- Recebeu uma nomeação ao BAFTA de Melhor Banda Sonora, por "Le Charme Discret de la Bourgeoisie" (1972).
- Recebeu uma nomeação ao César de Melhor Realizador, por "Cet Obscur Objet du Désir" (1977).
- Recebeu uma nomeação ao César de Melhor Argumento, por "Cet Obscur Objet du Désir" (1977).
- Ganhou o Prémio Bodil de Melhor Filme Europeu, por "Belle de jour" (1967).
- Ganhou a Palma de Ouro no Festival de Cannes, por "Viridiana" (1961).
- Ganhou o prémio de Melhor Realizador no Festival de Cannes, por "Los Olvidados" (1950).
- Ganhou uma Menção Especial no Festival de Cannes, por "Joven" (1960).
- Ganhou o Prémio Internacional no Festival de Cannes, por "La Fièvre Monte à El Pao" (1959).
- Ganhou o Prémio FIPRESCI em 1969, no Festival de Berlim.
- Ganhou o Leão de Ouro no Festival de Veneza, por "Belle de jour" (1967).
- Ganhou o Prémio Especial do Júri no Festival de Veneza, por "Simón del Desierto" (1965).
- Ganhou o Prémio Pasinetti de Melhor Filme no Festival de Veneza, por "Belle de jour" (1967).
- Ganhou o Prémio FIPRESCI no Festival de Veneza, por "Simón del Desierto" (1965).
- Ganhou um Leão de Ouro Honorário em 1982, no Festival de Veneza.
- Ganhou um Prémio Honorário em 1979, no Festival de Montreal, pela sua contribuição ao cinema.
- Ganhou por duas vezes o Prémio Bodil de Melhor Filme Não-Europeu, por "La Fièvre Monte à El Pao" (1959) e "El Ángel Exterminador" (1962).